# Floirac, Charente-Maritime
Floirac là một xã trong tỉnh Charente-Maritime trong vùng Nouvelle-Aquitaine, tây nam nước Pháp. Xã Floirac, Charente-Maritime nằm ở khu vực có độ cao từ 1-68 mét trên mực nước biển.